# Uli Bayerschmidt
Ulrich Bayerschmidt, detto Uli (Monaco di Baviera, 3 marzo 1967), è un ex calciatore tedesco, di ruolo difensore.

## Carriera
In carriera ha giocato complessivamente 45 partite nella prima divisione tedesca, 83 partite nella seconda divisione tedesca, una partita in Coppa dei Campioni ed una partita in Coppa UEFA.

## Palmarès

### Club

#### Competizioni nazionali
- Supercoppa di Germania: 1

Bayern Monaco: 1987
- Fußball-Regionalliga: 1

TeBe Berlino: 1995-1996